# 景星镇 (龙江县)
景星镇，是中华人民共和国黑龙江省齐齐哈尔市龍江縣下辖的一个乡镇级行政单位。

## 行政区划
景星镇下辖以下地区：
第一社区、第二社区、景星村、保安村、街基村、太平村、解放村、东升村、永发村、景山村、庆丰村、新发村、聚宝盆村、大肚川村、兴隆川村、北沟村、二龙山村、金山东村、敖宝村和金山西村。

## 歷史
夏商周時期為肅慎之地，秦朝至晉屬於扶餘之地，隋朝至唐朝為黑水靺鞨地。明朝時隸屬奴兒干都司，清朝屬於龍江府。1906年，大赉廳景星分防經歷設立。1913年，隸屬龍江縣，分防經歷改為警察事務所。1914年7月，改為景星佐治局。1915年3月，改為景星設治局。1929年1月，景星設治局升為三等縣，縣署位於景星镇，由黑龍江省直轄。1934年12月，景星縣劃歸龍江省。

1945年－1949年，景星鎮屬嫩江省管轄

1945年，劃歸嫩江省，1949年5月，復歸黑龍江省。1954年8月，歸屬嫩江專區。1956年，景星縣併入龍江縣。1958年，景星镇改為景星公社。1964年恢復景星镇。2002年，永發鄉併入景星镇。2004年，興隆川鄉併入景星镇。